# Tölgy-gyökércincér
A tölgy-gyökércincér (Stenocorus quercus) a cincérfélék családjába tartozó, Európában és Kis-Ázsiában honos, tölgyön vagy más lombos fákon élő bogárfaj. 

## Megjelenése
A tölgy-gyökércincér hímjének testhossza 12-17 mm, a nőstény 14-22 mm-es. Az előhát felső pereme jóval keskenyebb az alsónál, felszínének nagy részét két nagy domborulat foglalja el. Vállai kiállók, a szárnyfedők oldalvonalai befelé ívelők és végig keskenyedők. Alapszíne fekete; a nőstény nagyobb, zömökebb, szárnyfedői egyszínű vörösbarnák. A hím karcsúbb, a szárnyfedők feketék, csak a válluk, valamint a potroh vörösbarna. Néha a hím szárnyfedői is egyszínű vörösbarnák, egy másik színváltozatnál pedig mindkét nem szárnyfedője fekete. Feje durván pontozott, felálló, gyér szőrökkel, az előtor szőrei finomabbak és lesimulók; ez a szőrözet a tor skulptúráját nem fedi teljesen. Szárnyfedői bőrszerűen ráncolva pontozottak, nagyon finom, lesimuló, szürkéssárga, selymes fényű szőrökkel. A harmadik csápíz rövidebb, mint az ötödik és a hátulsó lábfej első íze sokkal hosszabb, mint a második és a harmadik íz együttvéve.  

## Elterjedése és életmódja
Európában és Kis-Ázsiában honos, az Ibériai-félszigettől a Kaukázusig. Magyarországon a hegy- és dombvidékeken elterjedt, az Alföldön ritka. 
A száraz és meleg élőhelyeket kedveli. Lárvája lomblevelű fák (elsősorban tölgy, de ritkábban más fajok, pl. juhar) korhadó gyökereiben él. Fejlődése két-három évig tart, majd tavasszal a gyökér mellett, a talajban bebábozódik. Az imágó április végétől júliusig rajzik. Nappal aktív és főleg virágzó cserjéken (főleg galagonyán) vagy virágzó tölgyön tartózkodik. 

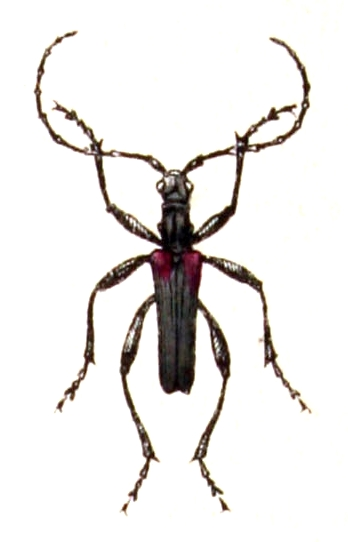

Magyarországon nem védett.